# Jerónimo Faraudo
Jerónimo Faraudo y Condeminas (Barcelona, 1823-Barcelona, 1886) fue un médico, profesor y académico español.

## Biografía
Nació el 8 de junio de 1823 en Barcelona, cursó la carrera de Medicina y Cirugía. Obtuvo el título de licenciado en 1847 y el de doctor en 1869. En 1847 fue propuesto para el cargo de agregado a la Facultad de Medicina de Barcelona y en 1851 nombrado catedrático de Anatomía aplicada a las artes en la Escuela de Bellas Artes. Fue socio de número por oposición de la Real Academia de Medicina y Cirugía de Barcelona, en cuya corporación desempeñó los cargos de secretario de gobierno, bibliotecario y vicepresidente; vocal de la Junta Municipal de Sanidad, médico permanente de distrito por nombramiento del Ayuntamiento de ésta expedido en 1854 y académico de número de la de Bellas Artes, además de corresponsal de la Academia de Medicina y Cirugía de Sevilla, Cádiz y Valencia.
Colaboró en varios periódicos y revistas, y fue autor de trabajos como Sucinta-exposición de cuatro enfermedades nerviosas (1850), La anatomía en sus relaciones con las bellas artes (1851), Estudios de historia natural del hombre, aplicados á la pintura y escultura, ó sean lecciones de anatomía y fisiología artística (1852), Dos reflexiones con motivo de la muerte del doctor D. Ignacio Porta (1854), Apuntes acerca de la influencia que tiene el espíritu de la época sobre el sentimiento del individuo en sus relaciones con la salud (1860) y Observaciones sobre la forma física del hombre, considerada como medio representativo de la belleza artística del mismo (1863). Fue uno de los socios fundadores de la Asociación artística, y en el último tercio de su vida se dedicó a reunir una colección de grabados. Falleció el 2 de mayo de 1886 en Barcelona.